# Francesco Cigalini

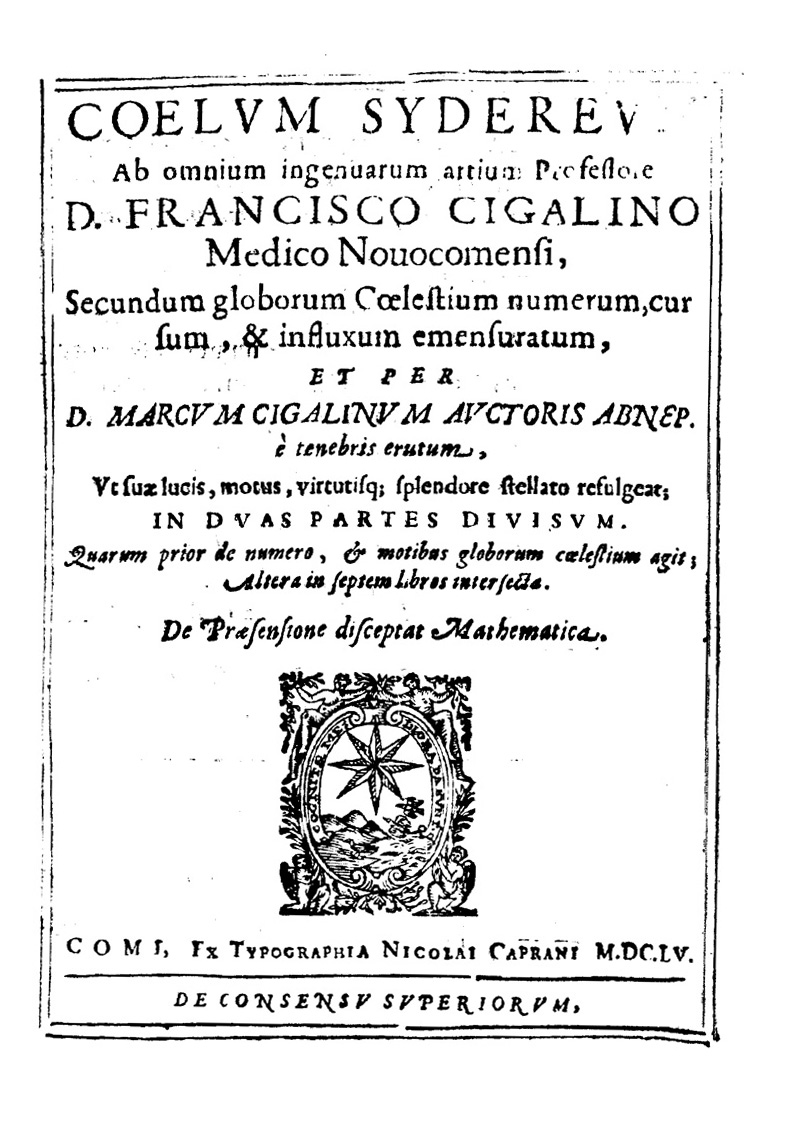
Coelum sydereum, page de titre (1655)

Francesco Cigalini, né en 1489 à Côme où il meurt le 5 juillet 1551, est un humaniste, médecin et astrologue italien.

## Biographie
Fils du médecin Paolo Cigalini, Francesco fait des études de médecine comme son père, mais s'intéresse aussi à d'autres domaines tels que l'histoire, les langues anciennes, la philosophie, la théologie, se passionne pour l'astrologie, et devient une personnalité importante de Côme ; i est également un excellent connaisseur du grec et de l'hébreu. Il écrit de nombreux ouvrages, pour la plupart perdus, notamment sur l'astrologie et les antiquités. Il meurt dans la ville natale en 1551,.
Son principal traité d'astrologie, Coelum sydereum, a été publié à titre posthume à Côme en 1699, un siècle après sa rédaction. Cet ouvrage en sept livres est une vaste discussion sur l'influence et l'efficacité des constellations. Selon Cigalini, « les opérations des astres sont conformes à la nature, et non aux mathématiques ». 

## Œuvres
- (la) Coelum sydereum. Apologia de numero, & motibus corporum coelest. et Volturrenus de mathematica praesensione, Côme, Nicolaus Caprani, 1655 (lire en ligne)